# Mons (Alta Garonna)
Mons è un comune francese di 1 469 abitanti situato nel dipartimento dell'Alta Garonna nella regione dell'Occitania.

## Società

### Evoluzione demografica
Abitanti censiti